# Mursko Središće
Mursko Središće (ungarsk: Muraszerdahely, kajkavisk: Mursko Središče) er den nordligste by i Kroatien, beliggende 46°30′32″N 16°26′28″Ø / 46.509°N 16.441°Ø i en højde af 175 moh. og en af de ældste lokaliteter i Međimurje distrikt.
Mursko Središće har en samlet befolkning på 6.307. og et areal på 34|km². Den ligger ved floden Mura, den naturlige linje, der adskiller Kroatien fra Slovenien.
Nærliggende steder er Čakovec, Sveti Martin na Muri, Lendava og Podturen.

## Historie
Mursko Središće nævnes første gang i 1334 som Sancti Martini in Zredysche. Historikeren Ivan Kukuljević-Sakcinski hævdede, at stedet var besat af Romerne og var kendt under navnet Helicanum. Hvis det var sandt, ville det have været et strategisk punkt på vejen mellem Ptuj (Poetovio) i Slovenien og Carnuntum (Petronell) ved floden Donau, posten mellem det nuværende Wien og Bratislava i Slovakiet. Den eksisterende vej blev bygget i det 1. århundrede. Andre historikere er uenige og hævder, at Helicanum måske er nutidens Sveti Martin na Muri eller den nærliggende Lendava (Lendva).
Byens indbyggere har altid været forbundet med deres flod. Siden det 4. århundrede f.Kr. har der været rapporter om flydende møller, der blev drevet af flodens strøm. Den gamle knowhow blev senere accepteret af slaverne og derefter af magyarerne, da de ankom. For flere årtier siden lå mange af dem spredt langs flodbredderne. Den sidste i byen var stadig i drift i 1970'erne.
I 1477 blev Mursko Središće officielt nævnt som en vigtig handelspost med tre andre steder i Međimurje (Čakovec, Prelog og Nedelišće). I 1650 blev byen kendt som  Muraszerdahely  og i 1660 det lokale kapel  St. Martin blev dokumenteret. I 1716 blev kirken St. Ladislaus bygget i gotisk stil, men blev ødelagt af oversvømmelsen i 1690. Det blev derefter genopbygget i sen barok stil.
Bygningen af en jernbane mellem Lendava og Čakovec i 1889 lettede kommunikationen, og den første bro, der krydsede Mura-floden, blev bygget til jernbanen i 1889.
Med begyndelsen af det 20. århundrede gik udviklingen hurtigere takket være opdagelsen af råolie i de nærliggende landsbyer Selnica og Peklenica i 1856. På det tidspunkt blev olie behandlet og brugt forskelligt, og der var  en samlet produktion på 6.900 ton i 1918. I 1901, selv for dette udvindingsniveau, blev der bygget en rørledning mellem Mursko Središće og nærliggende Selnica, den første i denne del af Europa.
I slutningen af 1918 blev Mursko Središće føjet til Kongeriget af Serbere, Kroater og Slovenere sammen med resten af Međimurje. Under 2. verdenskrig, mellem 1941 og 1945, var det besat af Ungarn.
Efter 1. verdenskrig blev der fundet kul i 1921, og udnyttelsen af denne energikilde begyndte kort tid efter. Den første kulmine blev åbnet i 1926 med kvalificerede og erfarne arbejdere hentet fra Slovenien. (Der var andre udvindingssteder i Peklenica (endnu tidligere) og Lopatinec. Anden Verdenskrig afsluttede den virksomhed, der var startet af Kraljić & Majhen Co., som derefter blev nationaliseret og administreret under navnet Međimurski ugljenokopi. I den periode (1946-1972) var kuludvindingen betydelig med en samlet produktion på 4.593.961 tons, i gennemsnit 155.000 tons hvert år. Lave benzinpriser gjorde kuludvindingsindustrien urentabel og tvang den til at lukke på trods af betydelige reserver.
Den anden bro over Mura, der bruges til vejtransport, blev bygget i 1968.